# Ichneumon acosmus
Ichneumon acosmus là một loài tò vò trong họ Ichneumonidae.